# Rudolf Nadolny
Rudolf Nadolny (12 juillet 1873 – 18 mai 1953) était un diplomate allemand. Il fut ambassadeur allemand en Turquie (1924-1933) puis en URSS (1933-1934) et chef de la délégation allemande à la conférence mondiale pour le désarmement (1932-1933). Il quitta la carrière diplomatique en 1934, s'opposant à la politique d'Hitler vis-à-vis de l'Union Soviétique.

## Biographie
Il naquit à Größ Strulack, arrondissement de Lötzen (de) en province de Prusse-Orientale, d'Heinrich (1847-1944) et d'Agnès Nadolny (1847-1910), née Trinker. Les membres de la famille de son père étaient propriétaires terriens en Prusse-Orientale depuis le XIVe siècle. Les ancêtres de sa mère étaient des protestants de Salzbourg en exil,.
Il passa les épreuves de son abitur au lycée de Rastenbourg en 1892 et étudia ensuite le droit à l'université de Königsberg. Il entra dans les services diplomatiques allemands en 1902 et fut envoyé, comme premier poste,  à Saint-Pétersbourg de 1903 à 1907, où il fut le témoin de la révolution russe de 1905 et de la guerre russo-japonaise. Il fut ensuite affecté en Perse, en Bosnie puis en Albanie,.
Durant la Première Guerre mondiale, il dirigea la section « politique » du Grand État-Major général allemand. En juillet 1916, il devint le chargé d'affaires allemand en Perse mais retourna en Allemagne en novembre 1917 pour servir en tant que chef des opérations  du département oriental du Ministère des affaires étrangères. Ainsi, il prit part aux négociations qui menèrent au traité de Brest-Litovsk.
À la fin de la Première Guerre mondiale, il fut le représentant du Ministère des affaires étrangères auprès du président allemand. À partir de janvier 1920, il dirigea la légation allemande à Stockholm, avant de devenir ambassadeur allemand en Turquie en mai 1924.
De février 1932 à octobre 1933, il fut le chef de la délégation allemande à la conférence mondiale pour le désarmement à Genève. En novembre 1928, après la mort d'Ulrich von Brockdorff-Rantzau, l'ambassadeur allemand à Moscou, il tenta d'obtenir ce poste mais ses efforts se heurtèrent au refus de Gustav Stresemann. Cependant, il devint ambassadeur allemand auprès de l'Union soviétique à l'automne 1933. Ses tentatives d'améliorer les relations germano-soviétiques sur la base du traité de Rapallo (1922) se révélèrent infructueuses, sachant qu'elles allaient à l'encontre de la politique d'Hitler. Il s'opposa au pacte de non-agression germano-polonais de 1934 en raison de son influence sur les relations germano-soviétiques. Lors d'une conférence avec Hitler, il souligna que, pour lui, des liens plus forts avec la Russie étaient essentiels alors qu'Hitler rejetait tout compromis avec la Russie bolchevique. La rencontre, qui fut décrite comme « orageuse », se termina lorsqu' Hitler déclara que la conversation était finie, tandis que Nadolny répondit que « la conversation ne [faisait] que commencer » À une autre occasion, il appela Hitler « Herr Reichkanzler » (« Monsieur le chancelier du Reich ») par opposition à l'habituel « Mein Führer » et refusa d'effectuer le salut nazi. Nadolny démissionna de la carrière diplomatique le 16 juin 1934 et travailla comme administrateur d'une propriété. Durant la Seconde Guerre mondiale, il servit comme capitaine, puis commandant  au sein du commandement suprême de la Wehrmacht et de l'état-major de l'amiral Canaris.
Entre juillet et septembre 1945, Nadolny, qui ne s'était pas compromis avec le régime hitlérien, devint président de la Croix-Rouge allemande et fut actif au sein de la Société pour la réunification allemande et de l'Association de l'unité allemande. En raison des tensions grandissantes entre les Alliés occidentaux et les Soviétiques, il était parfois vu comme un agent russe et était peu considéré par les représentants des Alliés ,.
Durant le blocus de Berlin en 1948/49, il s'installa en Allemagne de l'Ouest. Il mourut en 1953 à Düsseldorf,.

### Famille
Nadolny épousa Änny Matthiessen (1882-1977) en 1905. Il eut pour fils Burkard Nadolny (1905-1968) et pour petit-fils Sten Nadolny.